# Ivanja Reka
Ivanja Reka je hustě osídlené sídlo v Chorvatsku, které je součástí města Záhřeb. Nachází se asi 3 km jižně od Sesvete a asi 11 km jihovýchodně od centra Záhřebu. Je jedním z odlehlých předměstí Záhřebu, ale zároveň i samostatnou vesnicí. V roce 2011 zde žilo celkem 1 800 obyvatel, přičemž počet obyvatel začal prudce stoupat od roku 1981, do té doby zde žilo pouze přes 300 obyvatel. Ivanja Reka se nachází ve čtvrti Peščenica - Žitnjak a je jediným samostatným sídlem v této čtvrti.
Ivanja Reka je známá především díky stejnojmenné dálniční křižovatce, která se nachází nedaleko Ivanje Reky a spojuje dálnici A3 s dálnicí A4. Severně od Ivanje Reky prochází tzv. Slavonska avenija, což je jedna z nejdůležitějších silnic v Záhřebu. Jižně od Ivanje Reky též protéká řeka Sáva.

## Sousední sídla
| Růžice kompasu |        | Sesvete     |          | Růžice kompasu |
| Růžice kompasu | Záhřeb | Sever       | Hrušćica | Růžice kompasu |
| Růžice kompasu | Záhřeb | Ivanja Reka | Hrušćica | Růžice kompasu |
| Růžice kompasu | Záhřeb | Jih         | Hrušćica | Růžice kompasu |
| Růžice kompasu | Sasi   |             |          | Růžice kompasu |